# Gil Gomes
Cândido Gil Gomes Júnior (Sorocaba, 13 de junho de 1940 — São Paulo, 16 de outubro de 2018), mais popularmente conhecido como Gil Gomes, foi um jornalista, advogado e repórter policial do rádio e da televisão no Brasil, nos quais tornou-se popular graças ao seu estilo próprio de voz, gestos e forma de se vestir. Era torcedor da Associação Portuguesa de Desportos.
Gil Gomes afastou-se da televisão de 2005 a 2016, ano este em que estreou como apresentador no programa Bom dia! Boa noite!, da TV Ultrafarma.

## Biografia

### O começo no rádio
Nascido na cidade de Sorocaba, filho de imigrantes portugueses, ainda criança mudou-se com a família para São Paulo, no bairro Mooca, do qual fazia questão de dizer que era morador. Gil vendia balas e santinhos na porta de uma igreja, onde mais tarde foi aceito como congregado mariano.
Sofria de gagueira, e para superá-la tentava imitar os locutores esportivos que ouvia pelo rádio. Afirmou que o método funcionou graças a sua força de vontade. Foi então convidado a ser locutor nas quermesses da igreja e descobriu que a comunicação era sua vocação. Abandonou assim a ideia de ser médico, como desejava seu pai.
Numa dessas quermesses, recebeu aos 18 anos o convite para seu primeiro emprego, na Rádio Progresso, como locutor esportivo. Na mesma função, passou por várias rádios paulistanas e do interior até chegar à Rádio Marconi, e quando esta parou de fazer coberturas esportivas, Gil passou a integrar seu departamento de jornalismo, cuja chefia assumiu no fim dos anos 60.
Na mesma rádio trabalhava Ana Vitória Vieira Monteiro (dramaturga, poetisa e escritora), com quem Gomes viveu em matrimônio durante 14 anos. O casal teve três filhos, Guilherme, Daniel e Vilma. Guilherme Gil Gomes trabalhou com o pai até a própria morte, de forma prematura e decorrente de hepatite C. Daniel Gil Gomes ocupa o posto deixado vago pelo irmão, é casado e pai de três filhas. A terceira filha, Vilma Gil Gomes é advogada, casada e mãe de um filho.
Gil Gomes tinha orgulho de ser amigo de sua ex-mulher, com a qual desenvolveu uma relação de respeito e amizade. O comunicador se casou pela segunda vez, agora com Eliana, com quem teve duas filhas: Flavia e Nataly.
Um incidente em 1968 fez nascer casualmente o repórter policial Gil Gomes. Ele realizava entrevistas pelo telefone com políticos, quando tomou conhecimento que um caso de agressão sexual estava ocorrendo no edifício onde a rádio se instalava. Num impulso, resolveu fazer a cobertura do caso ao vivo. Desceu as escadas do prédio com o microfone na mão, fazendo locução e entrevistando os envolvidos e as testemunhas. A Rádio Marconi obteve uma audiência recorde com essa cobertura e Gil concluiu que um programa policial ao vivo era o caminho a seguir. Mas foi difícil, pois o regime militar não tolerava críticas ao trabalho da polícia. Para agravar a situação, a Rádio Marconi já era visada pelas autoridades por adotar em seu noticiário uma linha de oposição ao governo.
Várias vezes – mais de trinta, conforme afirmava o próprio Gil – ele e sua equipe foram presos e a rádio foi retirada do ar. Conseguiu se livrar de todas as prisões sem maiores consequências por conta de sua amizade com policiais. Quando a programação da rádio começou a sofrer censura prévia, Gomes narrava historinhas infantis e receitas culinárias em substituição ao noticiário censurado.
Mas não só as autoridades o hostilizavam. Ao colaborar com sua equipe na elucidação de crimes, passou também a sofrer ameaças de morte por parte de bandidos.
Concorria com o primeiro repórter policial da Rádio Bandeirantes, José Gil Avilé, o "Beija-Flor". Gil veio a apresentar um programa também na Rádio Tupi.

### Na TV:Aqui Agora
Para se diferenciar do jornalismo sisudo e bem comportado da Rede Globo, o SBT idealizou o jornal diário Aqui Agora em 1991, como um jornal popular no formato e na linguagem. Entre os convidados para integrar a equipe de locutores e repórteres do jornal, estavam Gil, Sônia Abrão, Celso Russomanno, Jacinto Figueira Júnior (o homem do sapato branco) e Wagner Montes, entre tantos outros.
Como o Aqui Agora dava ênfase a reportagens sobre acidentes graves e crimes de toda sorte, Gil teve um papel destacado, pois ele aprimorou o visual, a voz e o gestual, que caíram no gosto do grande público e serviram de inspiração para os imitadores dos programas de humor.
Vestido invariavelmente com uma camisa de cores berrantes, como se tivesse sido comprada numa banca de camelô em um bairro popular, a mão direita empunhando o microfone e a esquerda gesticulando em horizontal, como se alisasse os pelos de um cão, Gil narrava os fatos diretamente na cena do crime com sua voz arrastada e grave, que crescia em volume nos momentos mais dramáticos. Usava frases curtas, que às vezes nem chegava a completar. Nas entrevistas não adotava uma posição neutra: se emocionava diante das vítimas e explodia de indignação diante dos criminosos.
O Aqui Agora fez tanto sucesso que passou a ter duas edições diárias. Mas devido ao aparecimento de concorrentes, foi perdendo audiência e saiu do ar em 1997.
Em 1998, Gil foi contratado pela TV Gazeta para ser repórter do Mulheres.
A Escolinha do Barulho foi ao ar pela Rede Record em 1999, quando a Rede Globo deixou de apresentar a Escolinha do Professor Raimundo e dispensou diversos atores cômicos do elenco, os quais a Record resolveu contratar para fazer um programa semelhante. Como inovação, em vez de um único professor, a Escolinha da Record teve quatro professores fixos: Dedé Santana, Miele, Bemvindo Sequeira e Gil Gomes.
Entre 2004 e 2005, Gil foi repórter e apresentador do Repórter Cidadão na RedeTV!.

### Afastamento da TV e do rádio
Em 2005, Gil afastou-se da família e dos amigos, bem como da TV e do rádio. Os quase 50 anos de carreira foram aparentemente encerrados pelo mal de Parkinson.
No dia 23 de março de 2014, Gil foi recebido pelo apresentador e jornalista Geraldo Luís no programa Domingo Show, da Record, e concedeu uma célebre entrevista, relembrando sua trajetória no rádio e na televisão.
Em dezembro de 2016, Gil Gomes retornou a trabalhar na televisão, contratado pela TV Ultrafarma para desenvolver um trabalho de reportagens e comentários.

### Morte
Morreu em 16 de outubro de 2018, aos 78 anos, em São Paulo, após se sentir mal no dia anterior. Lutava contra um câncer no fígado desde 2015. Estava internado no Hospital São Paulo. O jornalista deixou quatro filhos e nove netos.